# Plan de Montaño
El Plan de Montaño fue un pronunciamiento realizado por el vicepresidente Nicolás Bravo, en diciembre de 1827, durante el primer período presidencial constitucional de los Estados Unidos Mexicanos, el cual tenía como objetivo disolver las sociedades secretas (logias masónicas), renovar el gabinete presidencial, expulsar al ministro Joel R. Poinsett y hacer cumplir la Constitución de 1824.

## Marco histórico
La primera presidencia constitucional de México fue ocupada por Guadalupe Victoria, y fue vicepresidente del país Nicolás Bravo. A pesar de que no existían partidos políticos, los miembros de las logias masónicas actuaron como tales, ya que la mayor parte de los ministros y diputados pertenecían a las mismas. Por una parte, se encontraba la logia escocesa, cuyo gran maestre era Nicolás Bravo y, por otra parte, la logia yorkina, cuya fundación fue apoyada por Guadalupe Victoria, y a la cual pertenecieron los federalistas radicales José María Alpuche, Lorenzo de Zavala, Vicente Guerrero y Miguel Ramos Arizpe. La logia fue registrada en Filadelfia por el ministro estadounidense Joel R. Poinsett, y el antihispanismo fue una de sus características principales.
Utilizar los bienes eclesiásticos y el ejercicio del Patronato real para sanear la hacienda fue un punto de controversia política. Por una parte, se encontraban aquellos que consideraban la medida correcta —y ya fijada por los Borbones anteriormente— y, por otra parte, los que consideraban la medida como un anatema. Adicionalmente, la forma de utilizar el Patronato para la hacienda del gobierno de la república o para la hacienda del gobierno de los estados fue un punto de controversia entre centralistas y federalistas.
Otro punto de discordia entre las clases políticas fue el estatus de los españoles en el país. En enero de 1827, se denunció una supuesta conspiración, encabezada por el padre Joaquín Arenas, cuyo objetivo era destruir al gobierno nacional para imponer nuevamente el dominio de Fernando VII. El sacerdote fue fusilado en los primeros días del mes de junio. El 3 de agosto, el Congreso de la Unión expidió una ley que ordenaba la separación a los españoles de todo servicio activo. La presión popular para expulsar a los españoles de México se acrecentó. En la región del Ajusco, el teniente coronel Manuel González; en los llanos de Apan, el coronel Pedro Espinoza; en el valle de Toluca, Pascual Ortiz y Ramón Parres, y en Yautepec, se pronunció el cura Epigmenio de la Piedra. El 1 de octubre, la Legislatura del Estado de México, apoyada por el vicegobernador Manuel Reyes Veramendi, decretó la expulsión de los españoles hacia México en dicho estado.

## Pronunciamiento de Montaño
A pesar de que el encumbramiento de los yorkinos había sido mediante la decisión de un Congreso legalmente establecido y que la ley de expulsión se había promulgado el 20 de diciembre de 1827 por mayoría, el vicepresidente Nicolás Bravo se opuso a esta decisión y decidió ponerse a la cabeza de una rebelión armada organizada por los escoceses, quienes decidieron lanzarse en abierta batalla proclamando el plan adjudicado al coronel Manuel Montaño, el cual se dio a conocer los últimos días de diciembre. El documento constaba de cuatro artículos:
- 1° Proclamar una ley para prohibir las reuniones secretas, especialmente las reuniones de la logia yorkina.
- 2° Renovar el gabinete presidencial, con la intención de destituir a los miembros de la logia yorkina que tuviesen algún puesto relevante en el gobierno.
- 3° Expulsar al ministro estadounidense Joel R. Poinsett, quien tenía gran influencia en la logia yorkina y en las decisiones tomadas por el gobierno mexicano.
- 4° Cumplir a cabalidad la Constitución Federal de 1824.

## Reacciones y consecuencias
La rebelión armada por parte de los escoceses era inminente. Fue encabezada por Nicolás Bravo, el teniente coronel Francisco Vidaurri y los coroneles José Antonio Facio y Pedro Landero; estos últimos se dirigieron a la capital. El presidente Guadalupe Victoria y el ministro de Guerra, Manuel Gómez Pedraza, designaron al general Vicente Guerrero para hacer frente a la rebelión. Por otra parte, la Ciudad de México quedó bajo la protección de José Ignacio Esteva y el general Vicente Filisola. Cuando Facio y Landero observaron que la capital se encontraba fuertemente resguardada, abdicaron de todo intento de ataque; mientras tanto, Bravo se parapetó en la ciudad de Tulancingo. El 6 de enero de 1828, las fuerzas armadas de Guerrero atacaron Tulancingo, y Nicolás Bravo fue capturado.
Sin embargo, la Legislatura del estado de Veracruz y el gobernador Miguel Barragán, fuertemente influenciados por los escoceses, decidieron hacer eco al Plan de Montaño. La respuesta del gobierno de Guadalupe Victoria fue inmediata, el coronel Crisanto Castro, con cuatrocientos caballos y dos piezas de artillería, junto con el coronel Juan José Azcárate, con doscientos infantes, se dirigieron a la plaza. El gobernador Barragán y el coronel Manuel López de Santa Anna fueron aprehendidos y encerrados en San Juan de Ulúa. El presidente Victoria entabló pláticas con los diputados de la Legislatura y, como resultado, el general Antonio López de Santa Anna fue designado sustituto de Barragán, a pesar de que se sospechaba de su intención de adherirse al Plan de Montaño. En San Luis Potosí, se pronunciaron a favor del plan el general José Gabriel de Armijo, el coronel Antonio Gaona y el comandante Mariano Paredes y Arrillaga. La sedición fue amagada, el coronel Gaona fue hecho prisionero en Horcasitas.
El Congreso central y el presidente decidieron castigar a los rebeldes mediante el destierro del país, con un máximo de seis años. De esta forma, Bravo y Barragán se dirigieron a Guayaquil, aunque Armijo se quedó en México, por encontrarse enfermo. El 15 de abril de 1828, Vicente Guerrero expidió un decreto presidencial mediante el cual se otorgó la amnistía a los exiliados. De esta forma, el 26 de agosto, Bravo y Barragán regresaron a México. El 3 de enero de 1830, el ministro Joel R. Poinsett fue expulsado del país.[cita requerida]